# Пол Персі Гарріс
Пол Пе́рсі Га́рріс (англ. Paul Percy Harris; 19 квітня 1868 — 27 січня 1947) — американець, адвокат, заснував у 1905 році Rotary International, що у даний час нараховує понад 1,2 мільйони членів в усьому світі.

## Біографія
Пол Персі Гарріс народився у місті Расін у штаті Вісконсин. Коли йому було три роки, сім'я переїхала у штат Вермонт до будинку дідуся. Гарріс навчався у Принстонському університеті, університеті штату Вермонт та університеті штату Айова. Протягом наступних п'яти років він жив за рахунок випадкових підробітків для газети як продавець та репортер. Підробляв на фруктовій фермі, на кораблях, що перевозили худобу до Європи, а також працював актором та ковбоєм. Гарріс оселився у Беверлі, околиці Чикаго де проживав до своєї смерті у 1947 році.
Адвокатську практику Гарріс розпочав у 1896 році в Чикаго. У 1905 році Гарріс організував свій перший Ротарі-клуб разом із друзями та клієнтами Сільвестром Шиллом, Гюставом Лоером та Хірамом Шорі. Первинна мета створення клубу полягала в об'єднанні професійних і ділових людей для дружби, братерства та співпраці. Уже на початковому етапі Гарріс зрозумів, що Ротарі-клубу необхідна більш велика мета. У 1907 році, уже будучи президентом Ротарі-клубу, розпочав перший публічний проект клубу з будівництва громадських туалетів у Чикаго. Проведення соціальних проектів перетворило Ротарі-клуб у соціальний, який згодом переріс у міжнародне об'єднання клубів, метою яких стало проведення міжнародних соціальних програм.
Гарріс мав великі плани по перетворенню місцевого (локального) клубу у загально-американський, а згодом і у міжнародний. Ці плани було здійснено, коли почали створюватися аналогічні Ротарі-клуби на Західному узбережжі США, а згодом по всій території США та в Європі.

## Спадок

### Ротарі Інтернешнл
До моменту смерті Пола Гарріса у віці сімдесяти восьми років, Ротарі Інтернешнл розрослась до більше ніж 200 тисяч учасників у 75 країнах світу. Сьогодні Ротарі Інтернешнл нараховує понад 1,2 мільйони учасників в усьому світі.
Девіз Ротарі Інтернешнл: «Служіння понад Себе» (англ. «Service above Self»). Основний акцент клубу робиться на здійсненні місцевих та міжнародних проектів, направлених на соціальне служіння як місцевій громаді, так і людству в цілому.

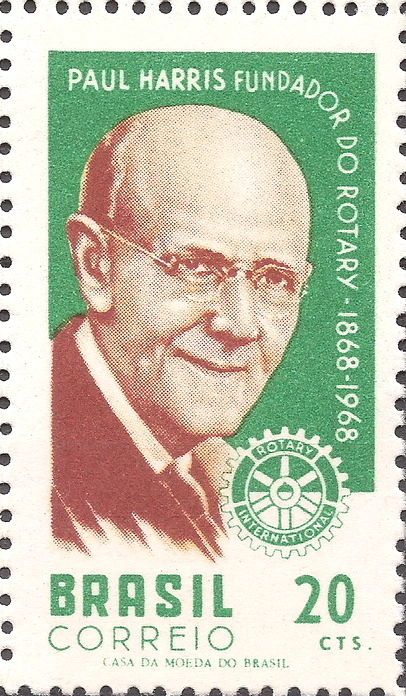
Поштова марка Бразилії із зображенням Пола Гарріса.

### Братство Пола Гарріса

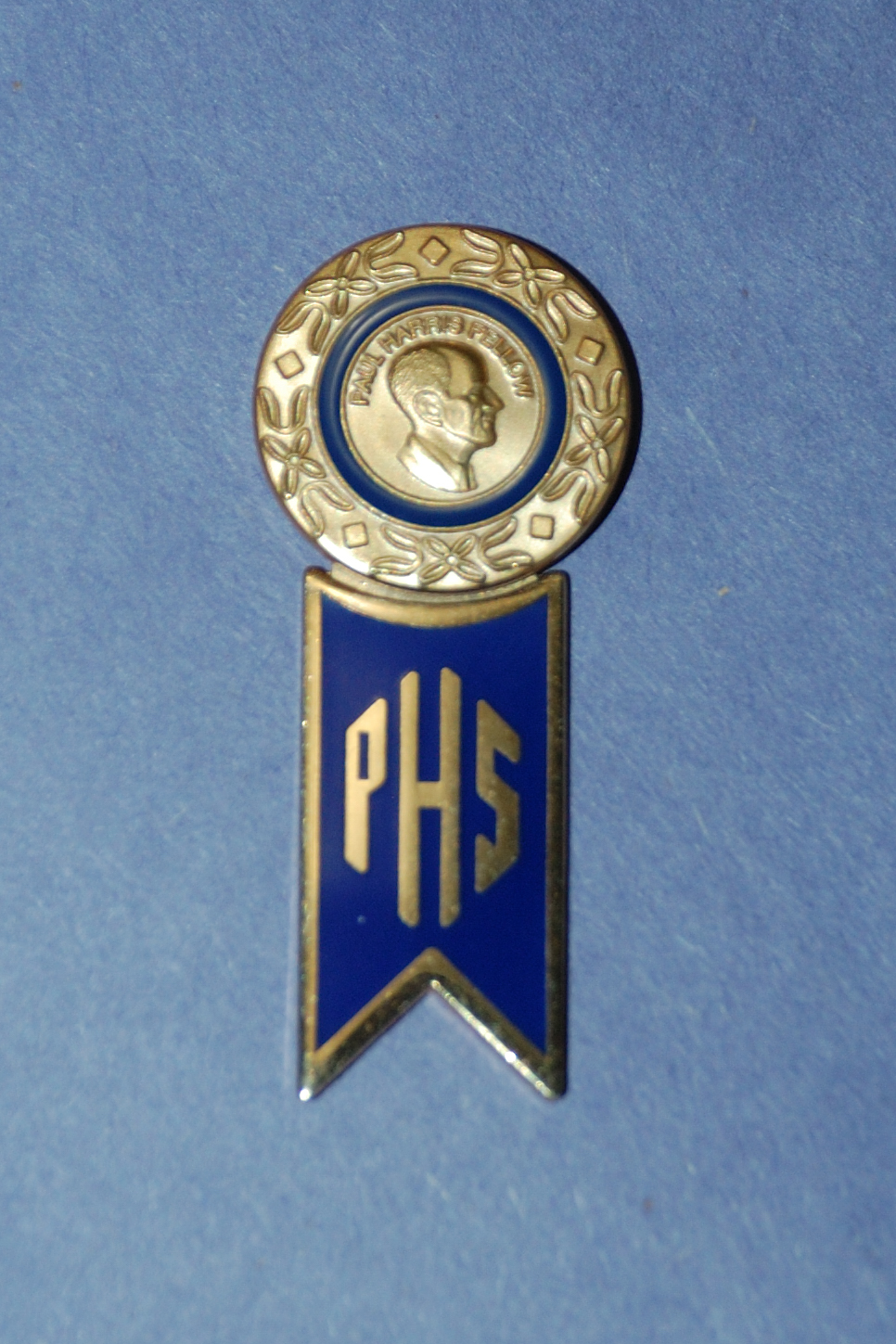
Золотий значок «Товариства Пола Гарріса»

Члени, які внесли понад 1 000 доларів до Фонду Річної Програми (англ. Annual Program Fund), Фонду Поліо Плюс (англ. Polio Plus Fund), гуманітарної програми грантів Ротарі Фонду визнаються членами Братства Пола Гарріса. Крім того, окремі Ротарі-клуби можуть час від часу визнати окремих осіб (навіть тих, що не є членами Ротарі-клубів) «Братами Пола Гарріса». Лауреатом може стати людина, яка відповідає високим професійним та особистим якостям, встановленим Полом Гаррісом.
Член «Братства Пола Гарріса» отримує спеціальний сертифікат та золоту шпильку. Крім того залежно від рішення Братства, член може отримати золотий значок із блакитно-золотою стрічкою.
Члени «Братства», що продовжують здійснювати внески, отримують за них спеціальні бали, що можуть бути використаними для призначення інших осіб членами «Братства Пола Гарріса».

### Товариство Пола Гарріса
Товариство Пола Гарріса (англ. Paul Harris Society) — спеціальна програма у веденні районів Ротарі. Члени Товариства Пола Гарріса беруть на себе зобов'язання щорічно вносити 1000 доларів до Фонду Річної Програми (англ. Annual Program Fund) Ротарі. Член Товариства Пола Гарріса отримує спеціальний нагрудний значок, аналогічний значку «Братства Пола Гарріса». Відмінністю є лише наявність на значку абревіатури «PHS».